# Eric Johansson (ishockeyspelare)
Eric Johansson, född 7 januari 1982 i Edmonton, Alberta, Kanada, är en svensk-kanadensisk ishockeyspelare som säsongen 2015/2016 spelar i SC Riessersee i DEL2.
Johansson värvades av HV71 säsongen 2007/2008, där han spelade som center och blev svensk mästare efter att ha avgjort finalserien mot Linköpings HC. Inför säsongen 2008/2009 skrev han tvåårskontrakt med Leksands IF i HockeyAllsvenskan. Efter tre säsonger i Alba Volán Székesfehérvár, som spelar i den österrikiska Erste Bank Eishockey Liga och i den ungerska ligan, värvades han till Västerås Hockey säsongen 2012/2013.
Johansson har spelat en landskamp med svenska landslaget mot Norge, 26 april 2006. 
Eric Johansson har blivit draftad två gånger för NHL-lag. 2000 och 2002 blev han draftad av Minnesota Wild respektive New Jersey Devils.

## Meriter
- SM-guld 2008

## Tidigare klubbar
- Tri City Americans, 1997 - 2002, WHL
- Albany River Rats, 2002 - 2005, AHL
- Augusta Lynx, 2004 - 2005, ECHL
- Mora IK, 2005 - 2007, SEL
- TPS Åbo, 2007 - 2008, FM-ligan
- HV71, 2007 - 2008, SEL
- Leksands IF, 2008 - 2010, Hockeyallsvenskan
- Alba Volán Székesfehérvár, 2010 - 2013, EBEL
- VIK Västerås HK, 2013, Hockeyallsvenskan
- Ritten Sport, 2013 - 2015, Serie A
- SC Riessersee, 2015 - nuvarande, DEL2